# 1810
Portal Geschichte | Portal Biografien | Aktuelle Ereignisse | Jahreskalender | Tagesartikel

◄ |
18. Jahrhundert |
19. Jahrhundert
| 20. Jahrhundert | ►

◄ |
1780er |
1790er |
1800er |
1810er
| 1820er | 1830er | 1840er | ►

◄◄ |
◄ |
1806 |
1807 |
1808 |
1809 |
1810
| 1811 | 1812 | 1813 | 1814 | ► | ►►
Staatsoberhäupter  · Nekrolog   · Musikjahr
| Januar | Januar | Januar | Januar | Januar | Januar | Januar | Januar |
| Kw     | Mo     | Di     | Mi     | Do     | Fr     | Sa     | So     |
| ------ | ------ | ------ | ------ | ------ | ------ | ------ | ------ |
| 1      | 1      | 2      | 3      | 4      | 5      | 6      | 7      |
| 2      | 8      | 9      | 10     | 11     | 12     | 13     | 14     |
| 3      | 15     | 16     | 17     | 18     | 19     | 20     | 21     |
| 4      | 22     | 23     | 24     | 25     | 26     | 27     | 28     |
| 5      | 29     | 30     | 31     |        |        |        |        |

| Februar | Februar | Februar | Februar | Februar | Februar | Februar | Februar |
| Kw      | Mo      | Di      | Mi      | Do      | Fr      | Sa      | So      |
| ------- | ------- | ------- | ------- | ------- | ------- | ------- | ------- |
| 5       |         |         |         | 1       | 2       | 3       | 4       |
| 6       | 5       | 6       | 7       | 8       | 9       | 10      | 11      |
| 7       | 12      | 13      | 14      | 15      | 16      | 17      | 18      |
| 8       | 19      | 20      | 21      | 22      | 23      | 24      | 25      |
| 9       | 26      | 27      | 28      |         |         |         |         |

| März | März | März | März | März | März | März | März |
| Kw   | Mo   | Di   | Mi   | Do   | Fr   | Sa   | So   |
| ---- | ---- | ---- | ---- | ---- | ---- | ---- | ---- |
| 9    |      |      |      | 1    | 2    | 3    | 4    |
| 10   | 5    | 6    | 7    | 8    | 9    | 10   | 11   |
| 11   | 12   | 13   | 14   | 15   | 16   | 17   | 18   |
| 12   | 19   | 20   | 21   | 22   | 23   | 24   | 25   |
| 13   | 26   | 27   | 28   | 29   | 30   | 31   |      |

| April | April | April | April | April | April | April | April |
| Kw    | Mo    | Di    | Mi    | Do    | Fr    | Sa    | So    |
| ----- | ----- | ----- | ----- | ----- | ----- | ----- | ----- |
| 13    |       |       |       |       |       |       | 1     |
| 14    | 2     | 3     | 4     | 5     | 6     | 7     | 8     |
| 15    | 9     | 10    | 11    | 12    | 13    | 14    | 15    |
| 16    | 16    | 17    | 18    | 19    | 20    | 21    | 22    |
| 17    | 23    | 24    | 25    | 26    | 27    | 28    | 29    |
| 18    | 30    |       |       |       |       |       |       |

| Mai | Mai | Mai | Mai | Mai | Mai | Mai | Mai |
| Kw  | Mo  | Di  | Mi  | Do  | Fr  | Sa  | So  |
| --- | --- | --- | --- | --- | --- | --- | --- |
| 18  |     | 1   | 2   | 3   | 4   | 5   | 6   |
| 19  | 7   | 8   | 9   | 10  | 11  | 12  | 13  |
| 20  | 14  | 15  | 16  | 17  | 18  | 19  | 20  |
| 21  | 21  | 22  | 23  | 24  | 25  | 26  | 27  |
| 22  | 28  | 29  | 30  | 31  |     |     |     |

| Juni | Juni | Juni | Juni | Juni | Juni | Juni | Juni |
| Kw   | Mo   | Di   | Mi   | Do   | Fr   | Sa   | So   |
| ---- | ---- | ---- | ---- | ---- | ---- | ---- | ---- |
| 22   |      |      |      |      | 1    | 2    | 3    |
| 23   | 4    | 5    | 6    | 7    | 8    | 9    | 10   |
| 24   | 11   | 12   | 13   | 14   | 15   | 16   | 17   |
| 25   | 18   | 19   | 20   | 21   | 22   | 23   | 24   |
| 26   | 25   | 26   | 27   | 28   | 29   | 30   |      |

| Juli | Juli | Juli | Juli | Juli | Juli | Juli | Juli |
| Kw   | Mo   | Di   | Mi   | Do   | Fr   | Sa   | So   |
| ---- | ---- | ---- | ---- | ---- | ---- | ---- | ---- |
| 26   |      |      |      |      |      |      | 1    |
| 27   | 2    | 3    | 4    | 5    | 6    | 7    | 8    |
| 28   | 9    | 10   | 11   | 12   | 13   | 14   | 15   |
| 29   | 16   | 17   | 18   | 19   | 20   | 21   | 22   |
| 30   | 23   | 24   | 25   | 26   | 27   | 28   | 29   |
| 31   | 30   | 31   |      |      |      |      |      |

| August | August | August | August | August | August | August | August |
| Kw     | Mo     | Di     | Mi     | Do     | Fr     | Sa     | So     |
| ------ | ------ | ------ | ------ | ------ | ------ | ------ | ------ |
| 31     |        |        | 1      | 2      | 3      | 4      | 5      |
| 32     | 6      | 7      | 8      | 9      | 10     | 11     | 12     |
| 33     | 13     | 14     | 15     | 16     | 17     | 18     | 19     |
| 34     | 20     | 21     | 22     | 23     | 24     | 25     | 26     |
| 35     | 27     | 28     | 29     | 30     | 31     |        |        |

| September | September | September | September | September | September | September | September |
| Kw        | Mo        | Di        | Mi        | Do        | Fr        | Sa        | So        |
| --------- | --------- | --------- | --------- | --------- | --------- | --------- | --------- |
| 35        |           |           |           |           |           | 1         | 2         |
| 36        | 3         | 4         | 5         | 6         | 7         | 8         | 9         |
| 37        | 10        | 11        | 12        | 13        | 14        | 15        | 16        |
| 38        | 17        | 18        | 19        | 20        | 21        | 22        | 23        |
| 39        | 24        | 25        | 26        | 27        | 28        | 29        | 30        |

| Oktober | Oktober | Oktober | Oktober | Oktober | Oktober | Oktober | Oktober |
| Kw      | Mo      | Di      | Mi      | Do      | Fr      | Sa      | So      |
| ------- | ------- | ------- | ------- | ------- | ------- | ------- | ------- |
| 40      | 1       | 2       | 3       | 4       | 5       | 6       | 7       |
| 41      | 8       | 9       | 10      | 11      | 12      | 13      | 14      |
| 42      | 15      | 16      | 17      | 18      | 19      | 20      | 21      |
| 43      | 22      | 23      | 24      | 25      | 26      | 27      | 28      |
| 44      | 29      | 30      | 31      |         |         |         |         |

| November | November | November | November | November | November | November | November |
| Kw       | Mo       | Di       | Mi       | Do       | Fr       | Sa       | So       |
| -------- | -------- | -------- | -------- | -------- | -------- | -------- | -------- |
| 44       |          |          |          | 1        | 2        | 3        | 4        |
| 45       | 5        | 6        | 7        | 8        | 9        | 10       | 11       |
| 46       | 12       | 13       | 14       | 15       | 16       | 17       | 18       |
| 47       | 19       | 20       | 21       | 22       | 23       | 24       | 25       |
| 48       | 26       | 27       | 28       | 29       | 30       |          |          |

| Dezember | Dezember | Dezember | Dezember | Dezember | Dezember | Dezember | Dezember |
| Kw       | Mo       | Di       | Mi       | Do       | Fr       | Sa       | So       |
| -------- | -------- | -------- | -------- | -------- | -------- | -------- | -------- |
| 48       |          |          |          |          |          | 1        | 2        |
| 49       | 3        | 4        | 5        | 6        | 7        | 8        | 9        |
| 50       | 10       | 11       | 12       | 13       | 14       | 15       | 16       |
| 51       | 17       | 18       | 19       | 20       | 21       | 22       | 23       |
| 52       | 24       | 25       | 26       | 27       | 28       | 29       | 30       |
| 1        | 31       |          |          |          |          |          |          |

| Januar | Januar | Januar | Januar | Januar | Januar | Januar | Januar |
| Kw     | Mo     | Di     | Mi     | Do     | Fr     | Sa     | So     |
| ------ | ------ | ------ | ------ | ------ | ------ | ------ | ------ |
| 1      | 1      | 2      | 3      | 4      | 5      | 6      | 7      |
| 2      | 8      | 9      | 10     | 11     | 12     | 13     | 14     |
| 3      | 15     | 16     | 17     | 18     | 19     | 20     | 21     |
| 4      | 22     | 23     | 24     | 25     | 26     | 27     | 28     |
| 5      | 29     | 30     | 31     |        |        |        |        |

| Februar | Februar | Februar | Februar | Februar | Februar | Februar | Februar |
| Kw      | Mo      | Di      | Mi      | Do      | Fr      | Sa      | So      |
| ------- | ------- | ------- | ------- | ------- | ------- | ------- | ------- |
| 5       |         |         |         | 1       | 2       | 3       | 4       |
| 6       | 5       | 6       | 7       | 8       | 9       | 10      | 11      |
| 7       | 12      | 13      | 14      | 15      | 16      | 17      | 18      |
| 8       | 19      | 20      | 21      | 22      | 23      | 24      | 25      |
| 9       | 26      | 27      | 28      |         |         |         |         |

| März | März | März | März | März | März | März | März |
| Kw   | Mo   | Di   | Mi   | Do   | Fr   | Sa   | So   |
| ---- | ---- | ---- | ---- | ---- | ---- | ---- | ---- |
| 9    |      |      |      | 1    | 2    | 3    | 4    |
| 10   | 5    | 6    | 7    | 8    | 9    | 10   | 11   |
| 11   | 12   | 13   | 14   | 15   | 16   | 17   | 18   |
| 12   | 19   | 20   | 21   | 22   | 23   | 24   | 25   |
| 13   | 26   | 27   | 28   | 29   | 30   | 31   |      |

| April | April | April | April | April | April | April | April |
| Kw    | Mo    | Di    | Mi    | Do    | Fr    | Sa    | So    |
| ----- | ----- | ----- | ----- | ----- | ----- | ----- | ----- |
| 13    |       |       |       |       |       |       | 1     |
| 14    | 2     | 3     | 4     | 5     | 6     | 7     | 8     |
| 15    | 9     | 10    | 11    | 12    | 13    | 14    | 15    |
| 16    | 16    | 17    | 18    | 19    | 20    | 21    | 22    |
| 17    | 23    | 24    | 25    | 26    | 27    | 28    | 29    |
| 18    | 30    |       |       |       |       |       |       |

| Mai | Mai | Mai | Mai | Mai | Mai | Mai | Mai |
| Kw  | Mo  | Di  | Mi  | Do  | Fr  | Sa  | So  |
| --- | --- | --- | --- | --- | --- | --- | --- |
| 18  |     | 1   | 2   | 3   | 4   | 5   | 6   |
| 19  | 7   | 8   | 9   | 10  | 11  | 12  | 13  |
| 20  | 14  | 15  | 16  | 17  | 18  | 19  | 20  |
| 21  | 21  | 22  | 23  | 24  | 25  | 26  | 27  |
| 22  | 28  | 29  | 30  | 31  |     |     |     |

| Juni | Juni | Juni | Juni | Juni | Juni | Juni | Juni |
| Kw   | Mo   | Di   | Mi   | Do   | Fr   | Sa   | So   |
| ---- | ---- | ---- | ---- | ---- | ---- | ---- | ---- |
| 22   |      |      |      |      | 1    | 2    | 3    |
| 23   | 4    | 5    | 6    | 7    | 8    | 9    | 10   |
| 24   | 11   | 12   | 13   | 14   | 15   | 16   | 17   |
| 25   | 18   | 19   | 20   | 21   | 22   | 23   | 24   |
| 26   | 25   | 26   | 27   | 28   | 29   | 30   |      |

| Juli | Juli | Juli | Juli | Juli | Juli | Juli | Juli |
| Kw   | Mo   | Di   | Mi   | Do   | Fr   | Sa   | So   |
| ---- | ---- | ---- | ---- | ---- | ---- | ---- | ---- |
| 26   |      |      |      |      |      |      | 1    |
| 27   | 2    | 3    | 4    | 5    | 6    | 7    | 8    |
| 28   | 9    | 10   | 11   | 12   | 13   | 14   | 15   |
| 29   | 16   | 17   | 18   | 19   | 20   | 21   | 22   |
| 30   | 23   | 24   | 25   | 26   | 27   | 28   | 29   |
| 31   | 30   | 31   |      |      |      |      |      |

| August | August | August | August | August | August | August | August |
| Kw     | Mo     | Di     | Mi     | Do     | Fr     | Sa     | So     |
| ------ | ------ | ------ | ------ | ------ | ------ | ------ | ------ |
| 31     |        |        | 1      | 2      | 3      | 4      | 5      |
| 32     | 6      | 7      | 8      | 9      | 10     | 11     | 12     |
| 33     | 13     | 14     | 15     | 16     | 17     | 18     | 19     |
| 34     | 20     | 21     | 22     | 23     | 24     | 25     | 26     |
| 35     | 27     | 28     | 29     | 30     | 31     |        |        |

| September | September | September | September | September | September | September | September |
| Kw        | Mo        | Di        | Mi        | Do        | Fr        | Sa        | So        |
| --------- | --------- | --------- | --------- | --------- | --------- | --------- | --------- |
| 35        |           |           |           |           |           | 1         | 2         |
| 36        | 3         | 4         | 5         | 6         | 7         | 8         | 9         |
| 37        | 10        | 11        | 12        | 13        | 14        | 15        | 16        |
| 38        | 17        | 18        | 19        | 20        | 21        | 22        | 23        |
| 39        | 24        | 25        | 26        | 27        | 28        | 29        | 30        |

| Oktober | Oktober | Oktober | Oktober | Oktober | Oktober | Oktober | Oktober |
| Kw      | Mo      | Di      | Mi      | Do      | Fr      | Sa      | So      |
| ------- | ------- | ------- | ------- | ------- | ------- | ------- | ------- |
| 40      | 1       | 2       | 3       | 4       | 5       | 6       | 7       |
| 41      | 8       | 9       | 10      | 11      | 12      | 13      | 14      |
| 42      | 15      | 16      | 17      | 18      | 19      | 20      | 21      |
| 43      | 22      | 23      | 24      | 25      | 26      | 27      | 28      |
| 44      | 29      | 30      | 31      |         |         |         |         |

| November | November | November | November | November | November | November | November |
| Kw       | Mo       | Di       | Mi       | Do       | Fr       | Sa       | So       |
| -------- | -------- | -------- | -------- | -------- | -------- | -------- | -------- |
| 44       |          |          |          | 1        | 2        | 3        | 4        |
| 45       | 5        | 6        | 7        | 8        | 9        | 10       | 11       |
| 46       | 12       | 13       | 14       | 15       | 16       | 17       | 18       |
| 47       | 19       | 20       | 21       | 22       | 23       | 24       | 25       |
| 48       | 26       | 27       | 28       | 29       | 30       |          |          |

| Dezember | Dezember | Dezember | Dezember | Dezember | Dezember | Dezember | Dezember |
| Kw       | Mo       | Di       | Mi       | Do       | Fr       | Sa       | So       |
| -------- | -------- | -------- | -------- | -------- | -------- | -------- | -------- |
| 48       |          |          |          |          |          | 1        | 2        |
| 49       | 3        | 4        | 5        | 6        | 7        | 8        | 9        |
| 50       | 10       | 11       | 12       | 13       | 14       | 15       | 16       |
| 51       | 17       | 18       | 19       | 20       | 21       | 22       | 23       |
| 52       | 24       | 25       | 26       | 27       | 28       | 29       | 30       |
| 1        | 31       |          |          |          |          |          |          |

## Ereignisse

### Politik und Weltgeschehen

#### Europa
Im Jahr 1810 stand das Französische Kaiserreich auf dem Höhepunkt seiner Macht. Weite Teile Europas wurden von der Familie Napoleon Bonapartes beherrscht. In Spanien saß Napoleons ältester Bruder Joseph auf dem Thron. Der jüngste Bruder Jerome regierte das Königreich Westphalen. Der mit der jüngsten Schwester Caroline Bonaparte verheiratete Offizier Joachim Murat war König von Neapel. Napoleons Adoptivsohn Eugène de Beauharnais fungierte als Vizekönig von Italien. Die älteste Schwester Elisa war Großherzogin der Toskana. Der Sohn von Louis Bonaparte, Napoléon Louis regierte das Großherzogtum Berg. Nur zwei Geschwister Napoleons trugen Ende des Jahres 1810 keine Titel oder Würden: Lucien war auf einer Reise in die USA in britische Gefangenschaft geraten. Louis, der sich in seiner Rolle als König von Holland mit Napoleon aufgrund der Kontinentalsperre überwarf, lebte im Exil in Rom. Wegen seiner Heiratspläne sah sich Napoleon im Jahr 1810 ermutigt, die territoriale Ordnung in seiner Einflusssphäre so weit zu reformieren, wie er sie seinem Thronfolger hinterlassen wollte: Am 12. Januar 1810 fielen große Teile des nördlichen ehemaligen Kurfürstentums Hannover dem Königreich Westphalen zu. Am 17. Februar 1810 annektierte Frankreich Rom. Das Königreich Bayern erhielt am 28. Februar 1810 im Tausch für Trentino, das an das Königreich Italien fiel, einen Teil Frankens zugesprochen. Am 9. Juli 1810 wurden auch Holland und die norddeutschen Hansestädte dem Kaiserreich einverleibt.
Ab 1810 distanzierte sich Napoleon zunehmend von seiner bisherigen Praxis, Staaten an Familienmitglieder zu verteilen. Statt die Interessen Frankreichs durchzusetzen, hatten seine Brüder und Schwestern Sympathien für die ihnen anvertrauten Völker entwickelt. Napoleon sah daher die Einheit seines Machtbereiches gefährdet. Louis Bonaparte bekam dies am härtesten zu spüren: Er hatte versucht, über den Bankier Gabriel-Julien Ouvrard Friedensverhandlungen mit England aufzunehmen. Auf diese Weise sollte der durch die napoleonische Kontinentalsperre zum Erliegen gebrachte Handel wieder belebt werden. Als Reaktion darauf besetzte Napoleon im März 1810 das Gebiet links der Waal. Louis dankte ab, woraufhin Napoleon das gesamte Königreich Holland annektierte. Schon am 13. Dezember 1810 verkleinerte Napoleon auch das Königreich Westphalen wieder. Der nördlich der Linie Minden-Ratzeburg gelegene Teil des Königreiches formte er in drei französische Départements um. Ebenso schränkte Napoleon den politischen Handlungsspielraum des spanischen Königs Joseph massiv ein. Am 8. Februar 1810 erließ er ein Dekret, in dem er die Bildung von Militärregierungen in den Provinzen Spaniens anregte.
- 6. Januar: Im Vertrag von Paris wird der Kriegszustand zwischen Frankreich und Schweden beendet. Schweden erhält nach den vertraglich getroffenen Vereinbarungen Schwedisch-Pommern und die Insel Rügen, beteiligt sich andererseits im Gegenzug an der gegen Großbritannien gerichteten Kontinentalsperre.
- 10. Januar: Die Ehe zwischen Napoleon I. und Joséphine wird vor Gericht annulliert.

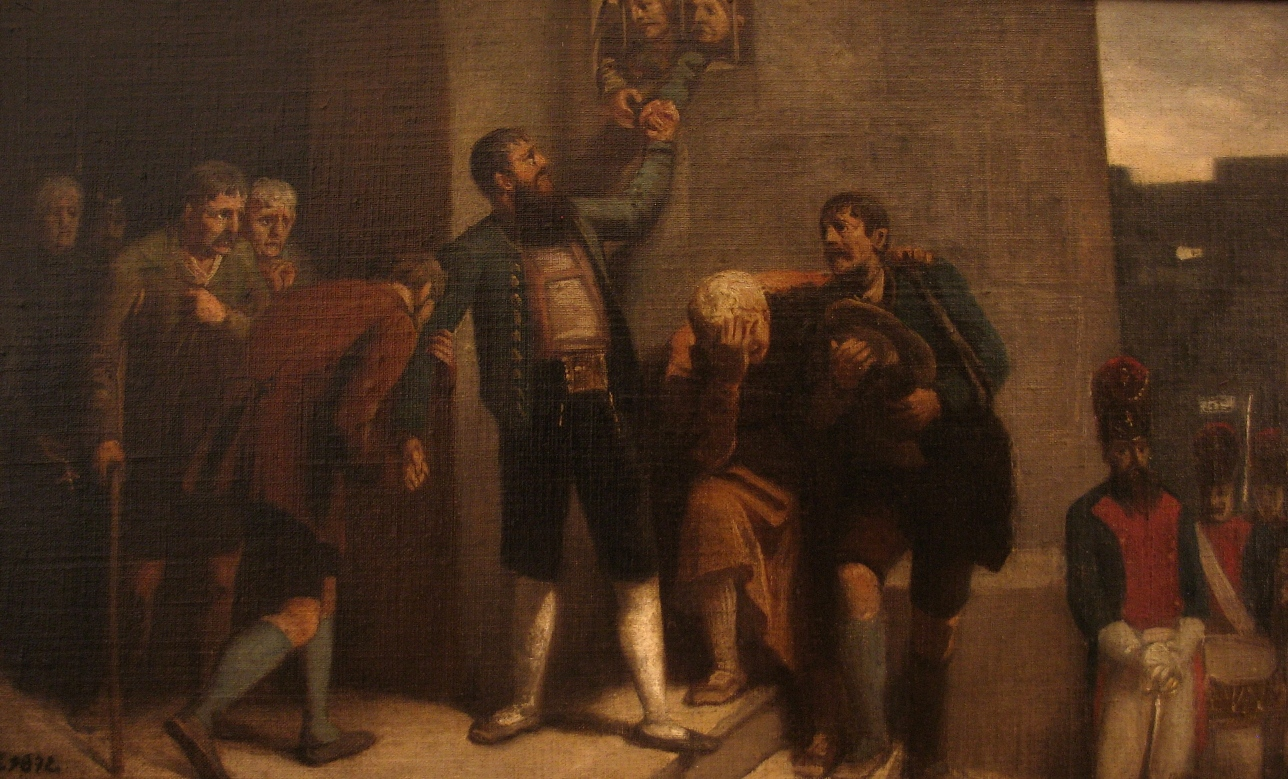
Andreas Hofers letzter Gang, Gemälde von Karl Karger

- 28. Januar: Der Tiroler Freiheitskämpfer Andreas Hofer wird auf der Pfandleralm bei St. Martin in Passeier von den Franzosen festgenommen. Sein Versteck hat Franz Raffl verraten. Hofer wird am 20. Februar in Mantua erschossen.
- 6. Februar: Die Franzosen beginnen mit der Belagerung von Cádiz während der Napoleonischen Kriege. Die Einnahme der Stadt gelingt nicht und 1812 rücken die Truppen ab.
- 28. Februar: Bayern tritt im Vertrag von Paris das südliche Tirol an das zu Frankreich gehörende Italien ab.
- 16. März: In einem zu Paris zwischen Napoleon und seinem Bruder Louis (zu der Zeit König von Holland) wird das Gebiet der Rhein- und der Maasmündungen von Holland an Frankreich abgetreten.

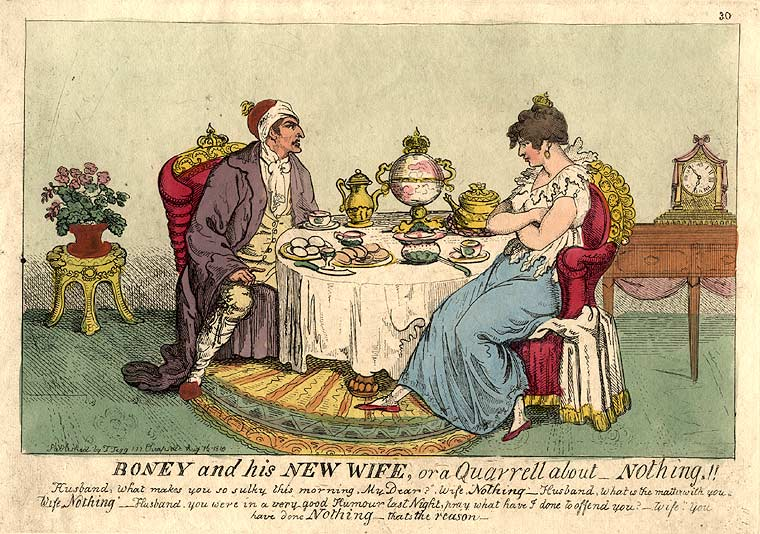
Thomas Rowlandson: Karikatur über die Ehe Napoleons mit Marie-Louise

- 11. März: Stellvertreterhochzeit von Marie-Louise mit Napoléon Bonaparte in Wien
- 1. April: Standesamtliche Trauung von Napoleon und Marie-Louise im Schloss von Saint-Cloud
- 2. April: Kirchliche Trauung von Napoleon und Marie-Louise in der Kapelle des Louvre
- 4. Juni: In Preußen wird Karl August Freiherr von Hardenberg an die Spitze der Regierung berufen. Er setzt die preußischen Reformen fort.

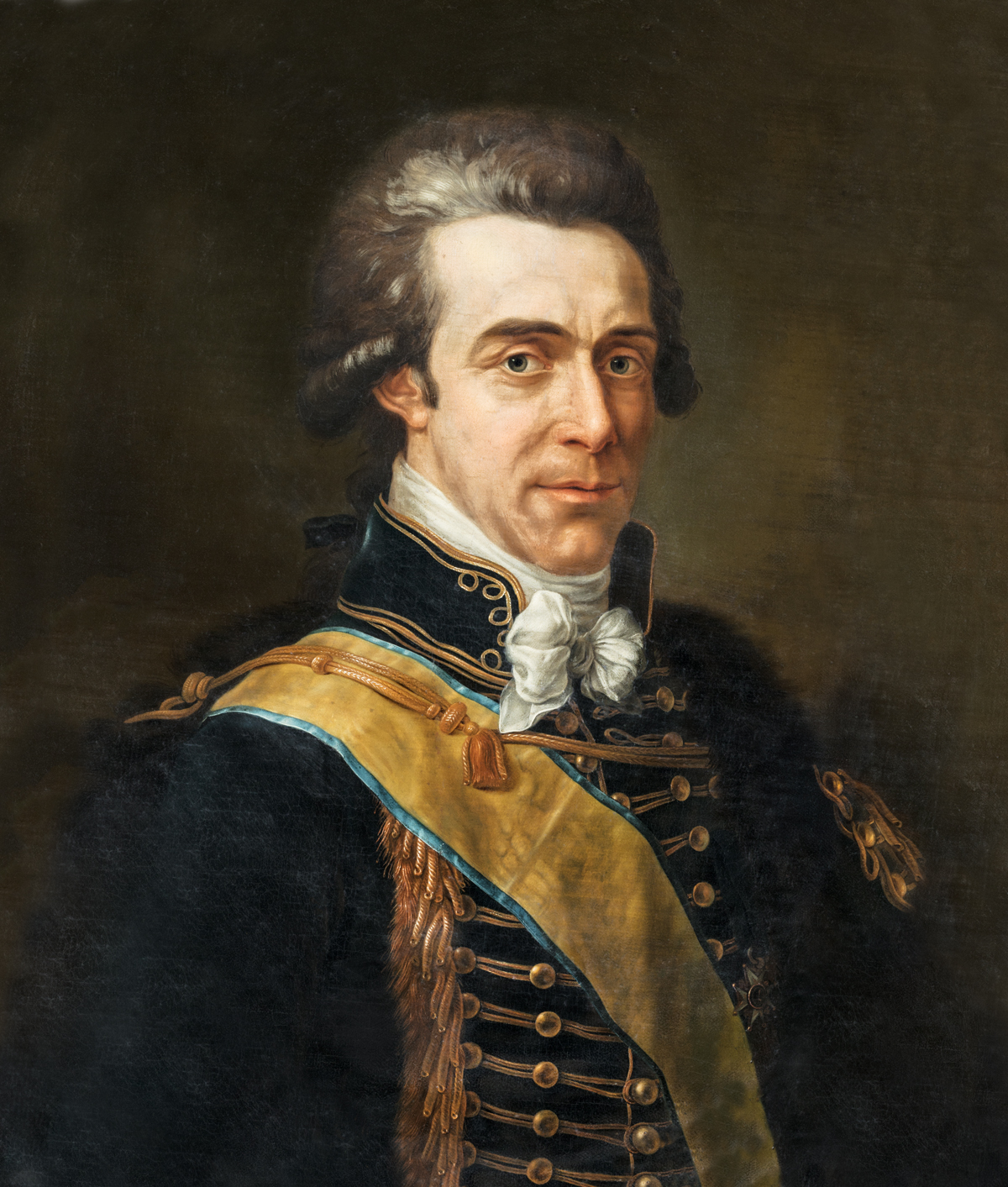
Hans Axel von Fersen

- 20. Juni: Der schwedische Staatsmann Hans Axel von Fersen wird in Stockholm von Einwohnern zu Tode getrampelt. Die Bevölkerung sieht in ihm einen Täter für den laut Gerüchten vergifteten und beliebten Thronfolger, dessen Trauerzug Fersen in prächtigem Gewand anführt. Anwesende Soldaten unternehmen nichts zum Schutz ihres Riksmarskalks vor der Volkswut.
- 30. Juni: Frankreich übergibt das besetzte Fürstentum Bayreuth zum Preis von 15 Millionen Franc an das Königreich Bayern.
- 1. Juli: Louis Bonaparte entschließt sich, als König von Holland abzudanken. Er reagiert damit auf unüberbrückbare Differenzen mit seinem Bruder Napoleon Bonaparte, den französischen Kaiser, über den Fortbestand des Königreichs.

Das Königreich Holland 1806–1810

- 9. Juli: Napoléon erklärt das Königreich Holland für aufgelöst und annektiert die Niederlande als französisches Staatsgebiet.
- 9. Juli: Die erste Belagerung von Ciudad Rodrigo endet in den Napoleonischen Kriegen auf der Iberischen Halbinsel mit der Einnahme der spanischen Stadt durch die belagernden Franzosen unter Marschall Michel Ney.
- 16. August: Höchstes Organisations-Patent der Verfassung des Großherzogtums Frankfurt

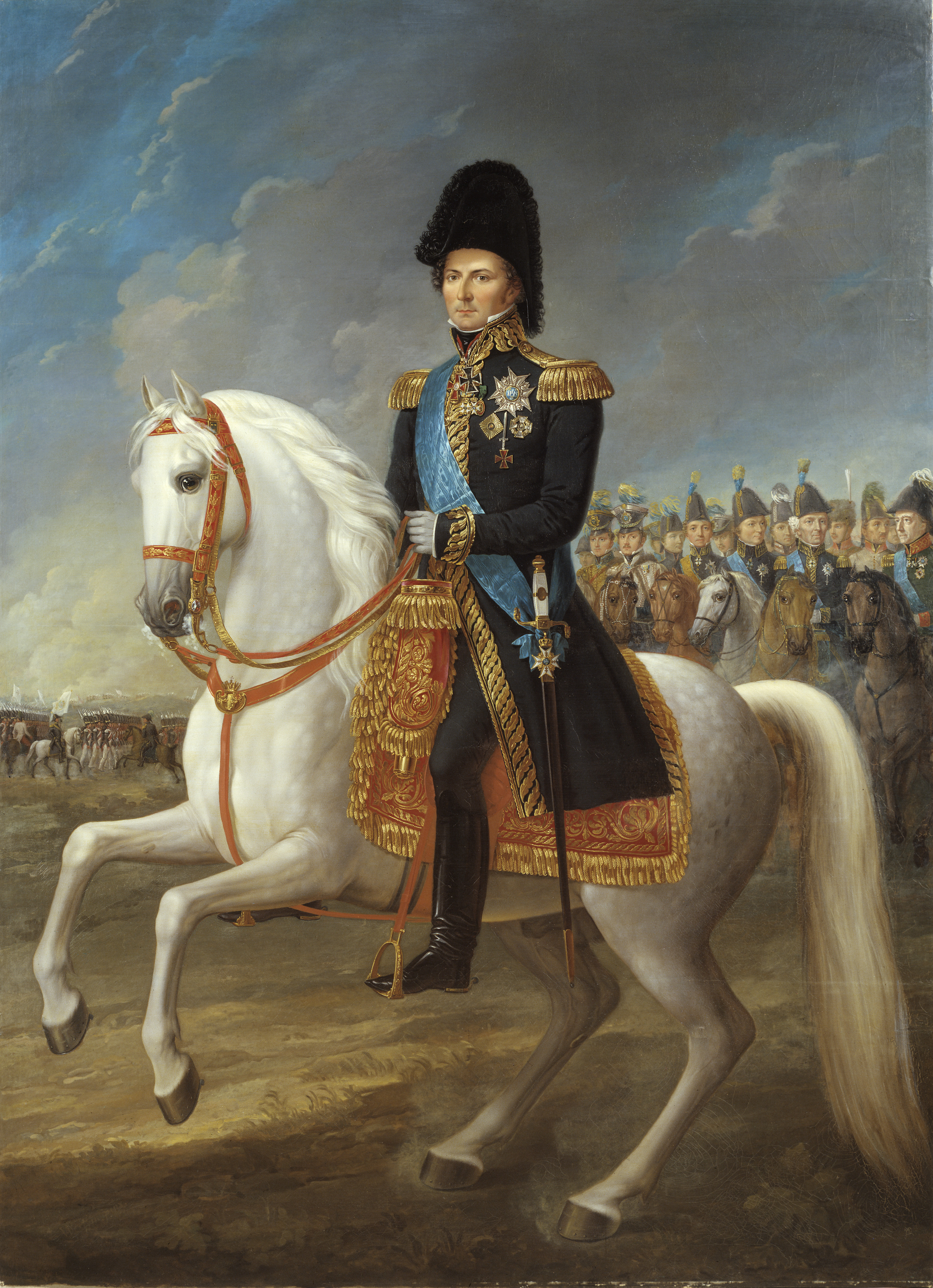
Bernadotte als Kronprinz

- 21. August: Der schwedische Reichstag wählt den französischen Marschall Jean-Baptiste Bernadotte zum Kronprinzen.
- 27. September: In der Schlacht von Busaco verlieren die napoleonischen Invasionstruppen in Portugal gegen ein britisch-portugiesisches Heer unter dem Befehl des Herzogs von Wellington
- 2. Oktober: Grenzvertrag zwischen Württemberg und Baden zwischen Württemberg und Baden

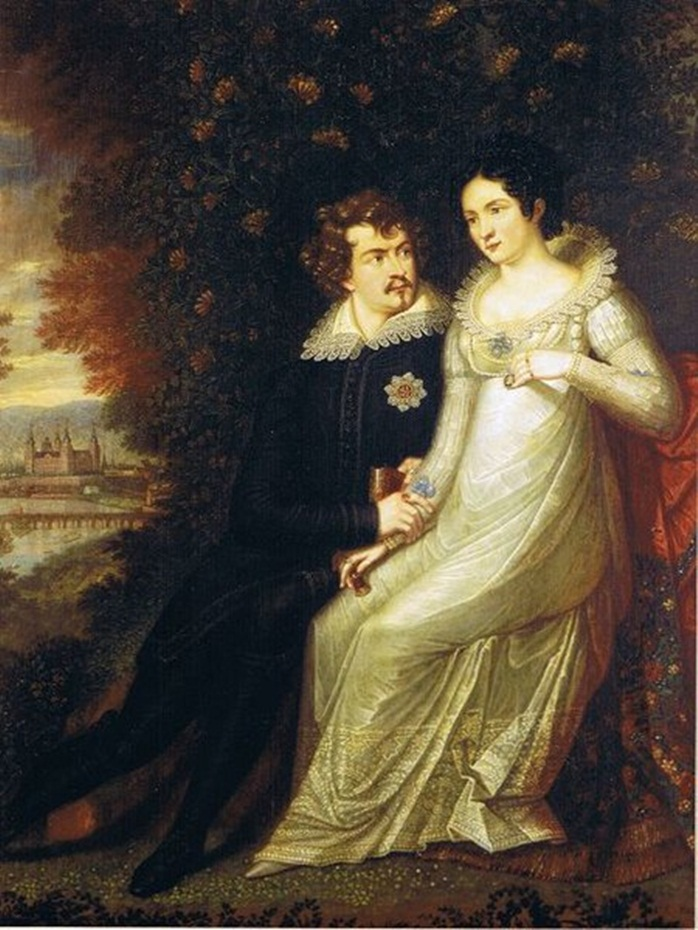
Therese und Ludwig als Kronprinzenpaar, Gemälde von F. T. Berg, 1818

- 12. Oktober: In München heiraten Therese von Sachsen-Hildburghausen und der bayerische Kronprinz Ludwig. Die Hochzeitsfeier auf der Theresienwiese endet mit einem Pferderennen, aus dessen späteren jährlichen Folgeveranstaltungen das Oktoberfest erblüht.
- 17. November: Schweden erklärt auf Druck Napoleon Bonapartes Großbritannien den Krieg.
- 10. Dezember: Per Dekret annektiert Napoleon Bonaparte die Herzogtümer Arenberg und Oldenburg (vollzogen im Februar 1811)
- 13. Dezember: Durch ein Dekret Napoleon Bonapartes werden die norddeutschen Küstengebiete annektiert, um die Wirksamkeit der Kontinentalsperre zu erhöhen. Unter anderem werden das Herzogtum Oldenburg und die Hansestädte Bremen, Hamburg und Lübeck ein Teil des französischen Kaiserreichs. Per Dekret annektiert Napoleon Bonaparte das Fürstentum Salm.
- Der Wolga-Ostsee-Kanal wird fertiggestellt
- Durch den Wechsel der Hoheit Ulms von Bayern nach Württemberg mit Grenzziehung mitten in der Donau bleiben die Siedlungen rechts der Donau bei Bayern und bilden die neue Gemeinde „Ulm am rechten Donauufer“, das spätere Neu-Ulm
- Unter Napoleon werden im „code pénal“ unter anderem die Anwendung des Halseisens (le carcan), des Brandmarkens und der Verstümmelung gesetzlich geregelt.

#### Vereinigte Staaten von Amerika

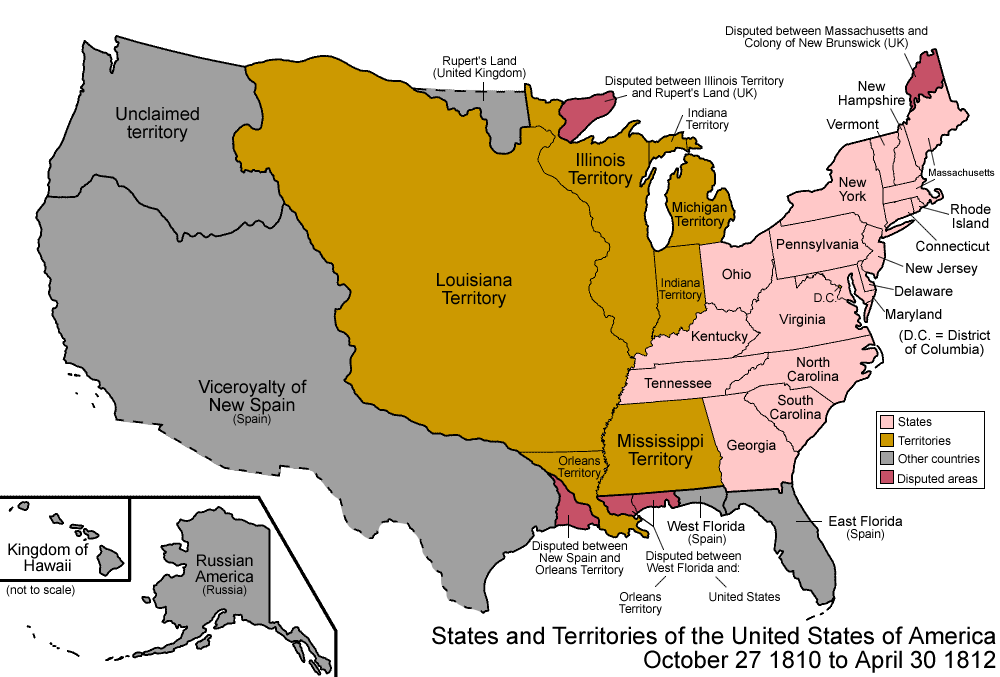
Vereinigte Staaten 1810–1812

- 16. März: In der Entscheidung Fletcher v. Peck erklärt der Oberste Gerichtshofs der Vereinigten Staaten zum ersten Mal ein Gesetz eines Bundesstaates für verfassungswidrig.
- April: Daniel D. Tompkins gewinnt die Gouverneurswahl in New York.

#### Lateinamerika
- 25. Mai: Im Vizekönigreich des Río de la Plata kommt es zur Mai-Revolution: In Buenos Aires zwingt das Bürgertum den Vizekönig, einen Kongress neben sich zu dulden, womit der Grundstein zur Unabhängigkeit Argentiniens von Spanien gelegt ist.
- 20. Juli: Die kolumbianische Unabhängigkeitsbewegung proklamiert in Bogotá die Erste Republik Kolumbien.
- 16. September: Der Mexikanische Unabhängigkeitskrieg beginnt mit einem Aufstand in Dolores unter Führung von Miguel Hidalgo (endgültige Unabhängigkeit nach Krieg 1821).
- 18. September: In Santiago de Chile ruft das Rathaus eine Verwaltungsjunta ins Leben. Beginn des chilenischen Unabhängigkeitprozesses.

#### Karibik
- 4. Februar: Die britische Marine nimmt das von Frankreich beherrschte Guadeloupe ein.

#### Afrika
- 6. bis 8. Juli: Mauritiusfeldzug: britische Einheiten erobern die Insel Réunion.
- 23./24. August: Die Seeschlacht von Grand Port im Indischen Ozean endet mit einem französischen Sieg, was jedoch die Eroberung von Mauritius durch die Briten letztlich nicht verhindern kann.
- 3. Dezember: Die Briten erobern von den Franzosen die Inseln Mauritius und Rodrigues
- Das Emirat von Liptako, ein Reich der Fulbe im Norden des heutigen Burkina Faso, wird gegründet.

### Wirtschaft
- 2. März: In London beginnt das erste Gaswerk mit der Energieversorgung. Mittels einer Kokerei wird Kohle vergast.
- 29. März: Friedrich Koenig erhält ein Patent auf seine Tiegeldruckmaschine. Das Modell wird von ihm einige Monate später zur Schnellpresse weiterentwickelt.
- 5. August: Ergänzend zur Kontinentalsperre lässt Napoleon Bonaparte in Frankreich im Dekret von Trianon 50 Prozent Zoll auf Importwaren ungeachtet ihres Ursprungs erheben.
- 25. August: Der Brite Peter Durand erhält ein Patent auf die Konservendose.
- 2. November: Mit dem Gewerbesteueredikt wird in Preußen eine Belebung der Marktwirtschaft angestrebt.

### Wissenschaft und Technik
- 10. Januar: Der australische Seehundjäger Frederick Hasselburg entdeckt die bisher unbekannte Insel Campbell Island im Pazifischen Ozean.  Am 11. Juli entdeckt er überdies die 1300 km nördlich der Antarktis gelegene Macquarieinsel.

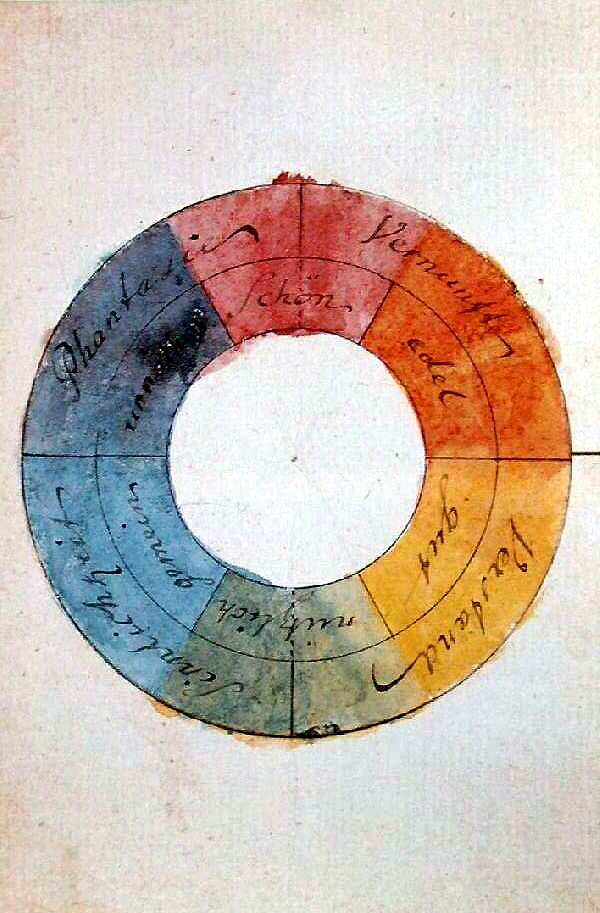
Farbenkreis von Goethe, 1809

- 16. Mai: Von der Tübinger Cotta’schen Verlagsbuchhandlung werden die beiden Buchbände Zur Farbenlehre von Johann Wolfgang von Goethe publiziert.
- 24. Mai: Zur Vermeidung des Sundzolls am Öresund beginnt in Schweden der Bau des Göta-Kanals, um eine Schiffsverbindung zwischen Kattegat und Ostsee zu schaffen. Die Erlaubnis zum Bau des Kanals erhielt die Göta-Kanalgesellschaft unter Leitung von Baltzar von Platen am 11. April.
- 15. Oktober: Unter Gerhard von Scharnhorst beginnt in Preußen die Lehrtätigkeit an der neuen Akademie für junge Offiziere, aus der über Namensänderungen erst die Allgemeine Kriegsschule und dann die Preußische Kriegsakademie wird. Sie ist als militärische Hochschule für Stabsoffiziere konzipiert.
- Die Humboldt-Universität zu Berlin wird als Friedrich-Wilhelm-Universität gegründet.
- Mit seinem Hauptwerk Organon der Heilkunde begründet Samuel Hahnemann die pseudowissenschaftliche medizinische Behandlungsmethode der Homöopathie.

### Kultur und Gesellschaft

#### Architektur und Bildende Kunst
- 9. Februar: Per Dekret verfügt Napoléon Bonaparte die Errichtung eines monumentalen Brunnens in Form eines Bronzeelefanten auf dem Platz der im Zuge der Französischen Revolution abgerissenen Bastille.
- Das Bildpaar Der Mönch am Meer und Abtei im Eichwald von Caspar David Friedrich wird auf der Berliner Akademieausstellung erstmals gezeigt und vom preußischen König Friedrich Wilhelm III. erworben.
- Der Architekt Nicolas Alexandre Salins de Montfort erbaut für den Verleger Marcus Johannes Nebbien das Nebbiensche Gartenhaus, einen klassizistischen Pavillon in den Wallanlagen in Frankfurt am Main.

#### Musik und Theater

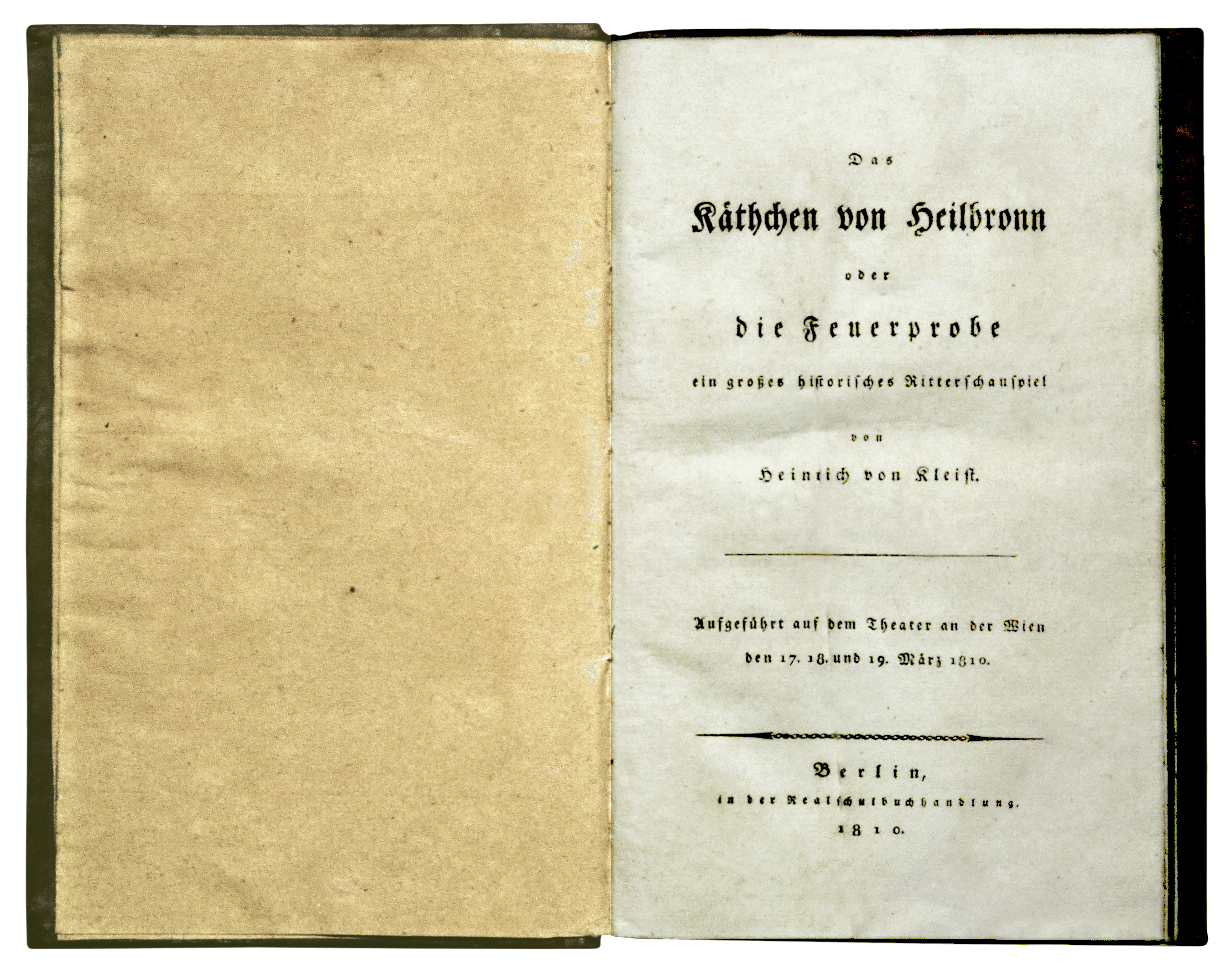
Erstdruck Das Käthchen von Heilbronn

- 17. März: Das Drama Das Käthchen von Heilbronn von Heinrich von Kleist hat seine Uraufführung am Theater an der Wien und erreicht bald einen hohen Bekanntheitsgrad.
- 26. März: Die Uraufführung der Oper Mathilde von Guise von Johann Nepomuk Hummel findet am Theater am Kärntnertor in Wien statt.
- 24. Mai: Die Musik zu Goethes Trauerspiel Egmont von Ludwig van Beethoven wird am Wiener Burgtheater uraufgeführt.
- 1. September: Die Uraufführung der Oper Le Crescendo von Luigi Cherubini erfolgt an der Opéra-Comique in Paris.
- 20. September: In der Londoner Zeitung The Morning Post wird das öffentliche Auftreten der „Hottentot Venus“ Sarah Baartman angekündigt.
- 3. November: Die Oper La cambiale di matrimonio von Gioacchino Rossini wird am Teatro San Moisè in Venedig uraufgeführt.

### Religion
- 16. September: Durch Jérôme Bonaparte wird das Kloster Wormeln im Königreich Westphalen aufgehoben.

### Katastrophen
- 1. September: Bei der Schießpulverexplosion in Eisenach kommen 68 Menschen ums Leben, mehrere Hundert werden verletzt.

## Geboren

### Januar/Februar
- 01. Januar: Karl Mager, deutscher Schulpädagoge und Schulpolitiker († 1858)
- 02. Januar: Alfred Jacob Miller, US-amerikanischer Maler († 1874)
- 03. Januar: Antoine Thomson d’Abbadie, französischer Forschungsreisender († 1897)
- 10. Januar: Jeremiah S. Black, US-amerikanischer Jurist, Politiker und Außenminister († 1883)
- 11. Januar: Johann Ludwig Krapf, deutscher Missionar († 1881)
- 12. Januar: Ferdinand II., König beider Sizilien († 1859)
- 13. Januar: Thomas Jean Arbousset, französischer Missionar († 1877)
- 16. Januar: Karl Grunert, deutscher Schauspieler († 1869)
- 20. Januar: Ferdinand David, deutscher Komponist († 1873)
- 21. Januar: Pierre de Failly, französischer General († 1892)
- 29. Januar: Ernst Eduard Kummer, deutscher Mathematiker († 1893)
- 30. Januar: Karl Bernhard Hundeshagen, reformierter Theologe († 1872)
- 000Januar: Franz Sales Glänz, deutscher Schreiner und Holzbildhauer († 1855)
- 02. Februar: Heinrich Kümmel, deutscher Bildhauer († 1855)
- 03. Februar: Adolf Spieß, deutscher Sportpädagoge († 1858)
- 05. Februar: Ole Bull, norwegischer Violinist und Komponist († 1880)
- 08. Februar: Norbert Burgmüller, deutscher Komponist († 1836)
- 10. Februar: Miklós Barabás, ungarischer Maler († 1898)
- 14. Februar: Carmine Gori-Merosi, italienischer Kardinal († 1886)
- 15. Februar: Mary S. B. Dana, US-amerikanische Schriftstellerin († 1883)
- 17. Februar: Alois Hörbiger, österreichischer Orgelbauer († 1876)
- 20. Februar: Henri Martin, französischer Historiker und Politiker († 1883)
- 22. Februar: Holger Simon Paulli, dänischer Dirigent und Komponist († 1891)

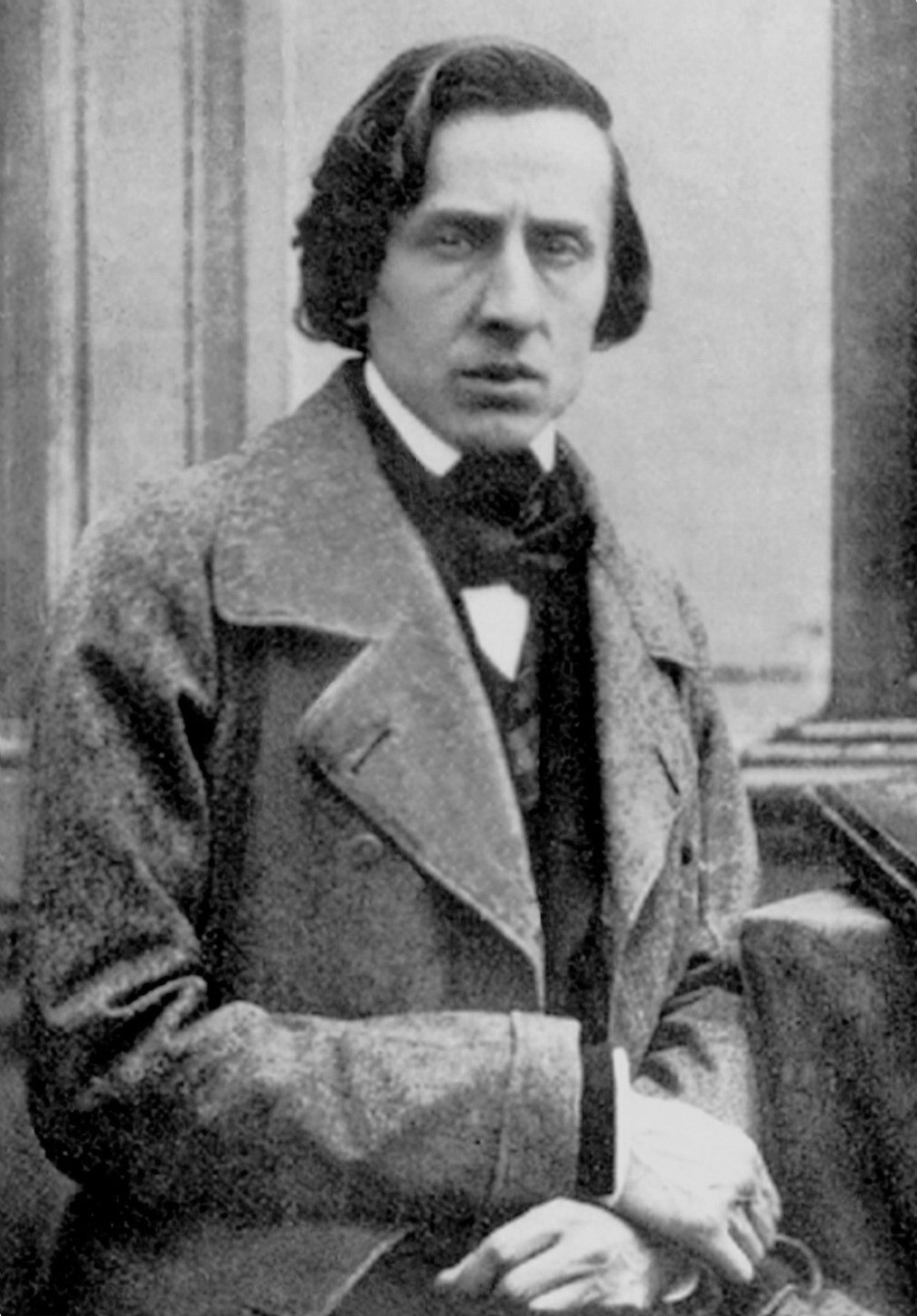
Frédéric Chopin, 1849

- 22. Februar oder 1. März: Frédéric Chopin, polnischer Komponist und Pianist († 1849)
- 23. Februar: George Westermann, deutscher Verleger und Verlagsgründer († 1879)

### März/April

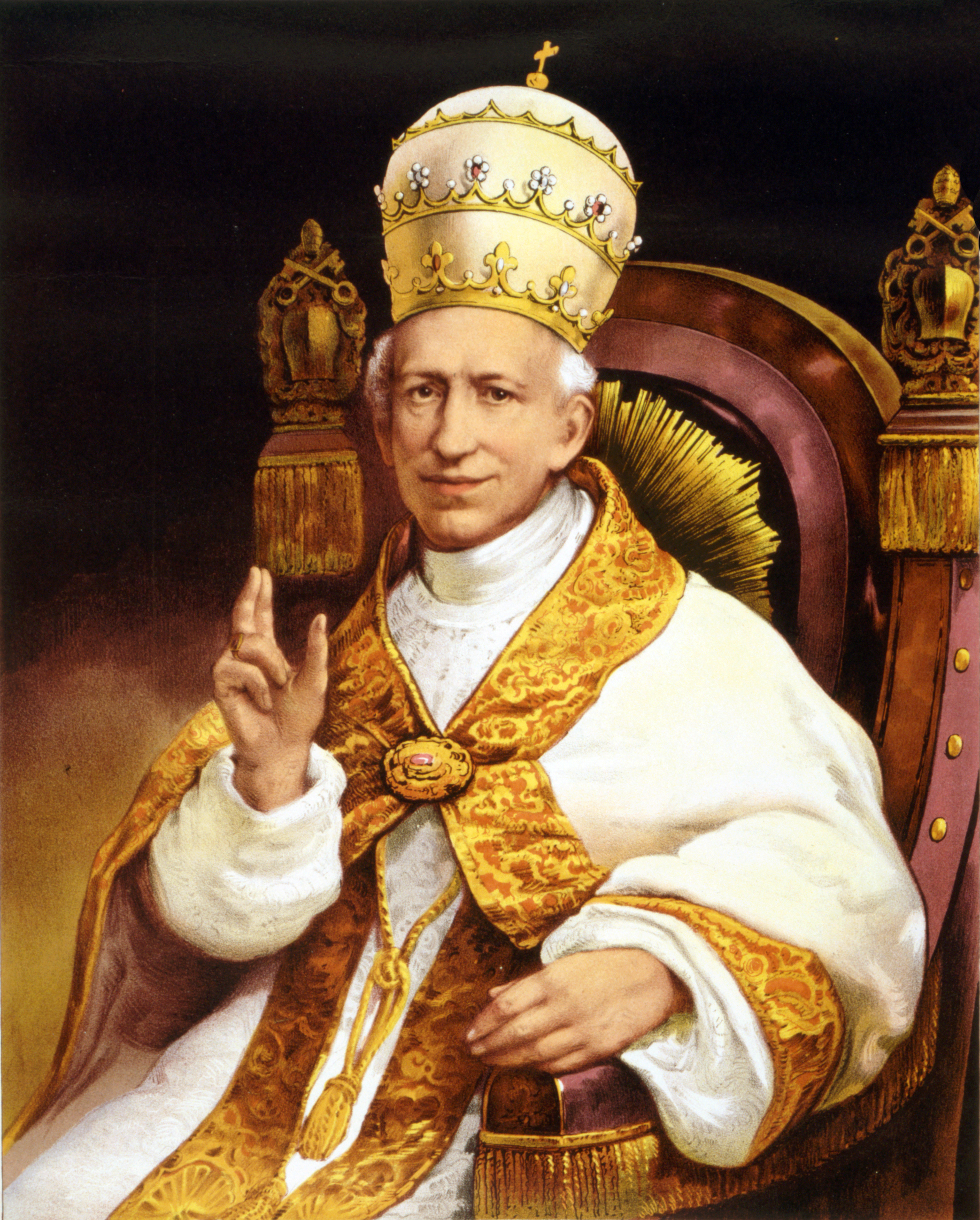
Leo XIII.

- 02. März: Leo XIII., Papst von 1878 bis 1903 († 1903)
- 04. März: William Griffith britischer Botaniker († 1845)
- 06. März: George Robert Waterhouse, englischer Zoologe und Naturforscher († 1888)
- 09. März: Jean-Georges Kastner, französischer Komponist († 1867)
- 09. März: Johann Heinrich Gottlieb Luden, deutscher Rechtswissenschaftler († 1880)
- 10. März: Louis Gallait, belgischer Maler († 1887)
- 11. März: Eberhard zu Stolberg-Wernigerode, Politiker und preußischer Staatsbeamter († 1872)
- 14. März: Giovanni Antonio Vanoni, Maler († 1886)
- 15. März: Jakob Becker, deutscher Maler, Radierer und Lithograph († 1872)
- 21. März: Johann Anzengruber, österreichischer Schriftsteller († 1844)
- 27. März: Adolf Glaßbrenner, deutscher Humorist und Satiriker († 1876)
- 28. März: Johann Gottlieb Egger, Schweizer Unternehmer und Politiker († 1882)
- 28. März: Jean Gaberel, Schweizer evangelischer Geistlicher und Hochschullehrer († 1889)
- 28. März: Nathan K. Hall, US-amerikanischer Politiker († 1874)
- 02. April: Friedrich Wilhelm Schoen, deutscher Maler und Lithograf († 1868)
- 04. April: James Freeman Clarke, US-amerikanischer Prediger und Autor († 1888)
- 11. April: Johann Rudolf Kutschker, österreichischer Erzbischof und Kardinal († 1881)
- 11. April: Henry Creswicke Rawlinson, britischer Assyriologe und Diplomat († 1895)
- 12. April: Heinrich von Rustige, deutscher Maler († 1900)
- 17. April: Johann Ulrich Wirth, deutscher protestantischer Theologe und Philosoph († 1879)
- 18. April: Neill S. Brown, amerikanischer Politiker, Gouverneur von Tennessee († 1886)
- 29. April: Franz Raveaux, deutscher Revolutionär der Märzrevolution († 1851)

### Mai/Juni
- 02. Mai: Hans Christian Lumbye, dänischer Komponist († 1874)
- 03. Mai: Carl Wilhelm Otto Koch, deutscher Politiker († 1876)
- 04. Mai: Alexandre Colonna-Walewski, Sohn von Napoleon I. und seiner Geliebten Maria Walewska († 1868)
- 06. Mai: Friedrich August Eckstein, deutscher Altphilologe und Lexikograf († 1885)
- 08. Mai: Mathias Auinger, österreichischer Paläontologe († 1890)
- 08. Mai: James Cooper, US-amerikanischer Politiker († 1863)
- 09. Mai: Marianne von Oranien-Nassau, preußische Prinzessin († 1883)
- 09. Mai: Friederike Tomasini, deutsche Opernsängerin († 1886)
- 10. Mai: Thomas Watkins Ligon, US-amerikanischer Politiker († 1881)
- 15. Mai: Jacob Thompson, US-amerikanischer Politiker († 1885)
- 18. Mai: Johann Peter Hasenclever, deutscher Maler der Genremalerei († 1853)
- 23. Mai: Margaret Fuller, US-amerikanische Schriftstellerin († 1850)
- 24. Mai: Abraham Geiger, Angehöriger der jüdischen Reformbewegung († 1874)
- 25. Mai: Pierre Edmond Boissier, Schweizer Botaniker († 1885)
- 28. Mai: Alexandre Calame, Schweizer Maler († 1864)
- 28. Mai: Peter Reichensperger, deutscher Politiker († 1892)
- 31. Mai: Horatio Seymour, US-amerikanischer Politiker († 1886)
- 06. Juni: Giuseppe Pioda, Schweizer Architekt und Ingenieur († 1856)
- 06. Juni: Friedrich Wilhelm Schneidewin, deutscher Altphilologe († 1856)

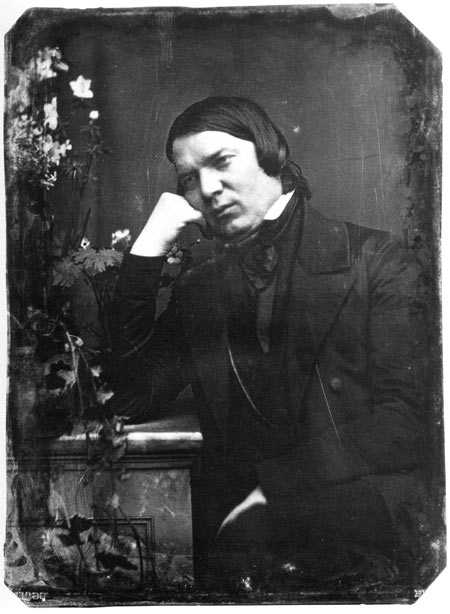
Robert Schumann, 1850

- 08. Juni: Robert Schumann, deutscher Komponist der Romantik († 1856)
- 09. Juni: Otto Nicolai, deutscher Komponist († 1849)
- 17. Juni: Ferdinand Freiligrath, deutscher Lyriker, Dichter und Übersetzer († 1876)

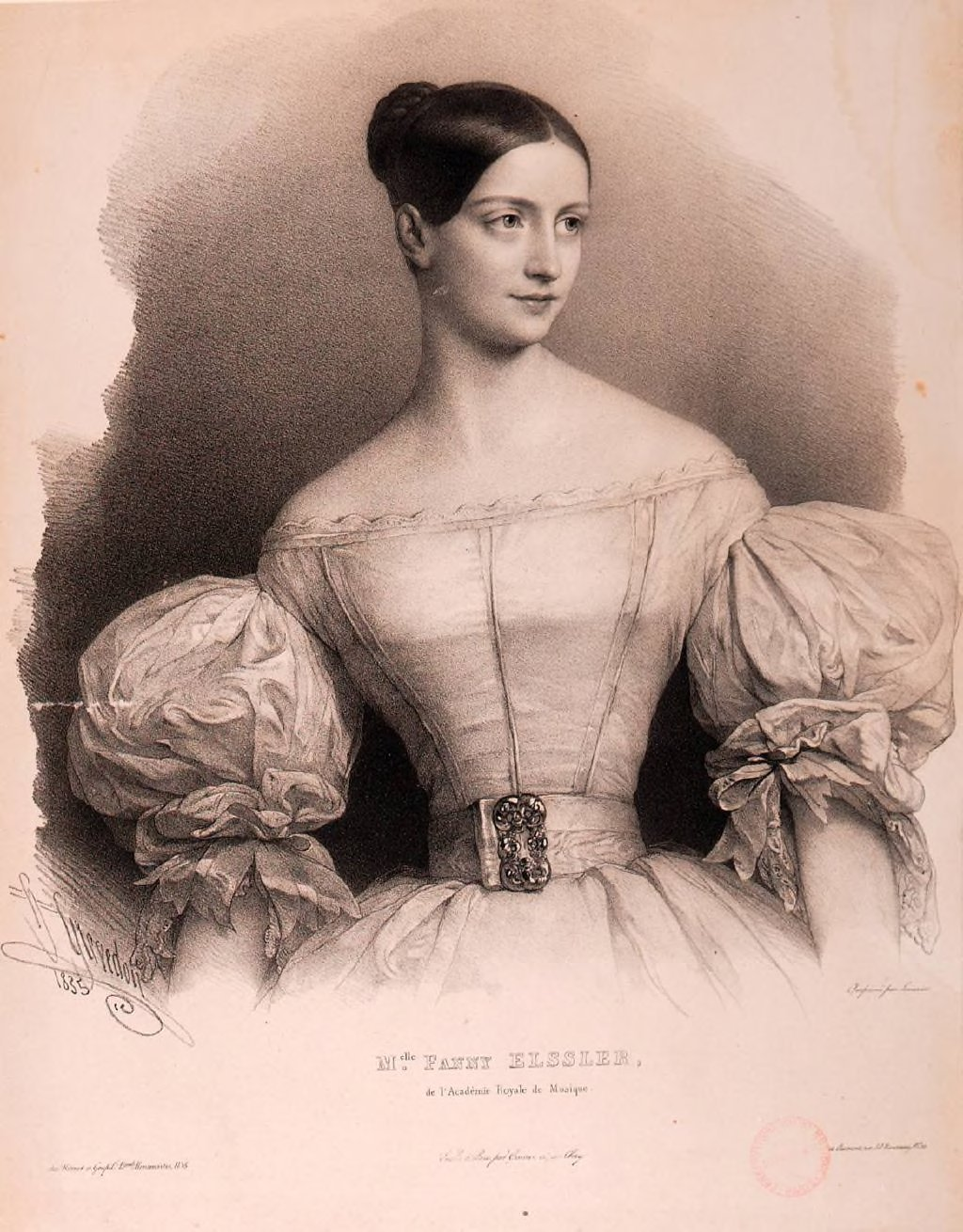
Fanny Elßler

- 23. Juni: Fanny Elßler, österreichische Ballerina († 1884)
- 26. Juni: Rageth Christoffel, Schweizer Pfarrer und Pädagoge († 1875)
- 28. Juni: Thekla von Gumpert, deutsche Kinder- und Jugendschriftstellerin († 1897)

### Juli/August
- 02. Juli: Eduard Jakob von Steinle, österreichischer Maler († 1886)
- 05. Juli: P. T. Barnum, US-amerikanischer Zirkuspionier († 1891)
- 06. Juli: Wilhelm von Urach, Herzog von Urach, Graf von Württemberg († 1869)
- 08. Juli: José María Achá Valiente, bolivianischer General und Politiker († 1868)
- 08. Juli: Gabriel Gustav Valentin, deutscher Arzt und Physiologe († 1883)
- 08. Juli: Johanna Kinkel, deutsche Komponistin und Schriftstellerin († 1858)
- 10. Juli: Agénor Étienne de Gasparin, französischer Publizist und Politiker († 1871)
- 11. Juli: Johann Heinrich Schäfer, deutscher Orgelbauer († 1887)
- 15. Juli: Johann Jacob Löwenthal, ungarisch-britischer Schachmeister († 1876)
- 16. Juli: Joseph Chiles, US-amerikanischer Offizier und Pionier († 1885)
- 16. Juli: Franz Xaver Schönwerth, deutscher Volkskundler († 1886)
- 20. Juli: Georg Jakob Friedrich Karl Aulenbach, deutscher Dichter († 1882)
- 21. Juli: Henri Victor Regnault, französischer Physiker und Chemiker († 1878)
- 24. Juli: Bernhard von Bismarck, preußischer Kammerherr, Landrat und Geheimer Regierungsrat († 1893)
- 25. Juli: Georg Eduard Steitz, deutscher evangelischer Theologe und Historiker († 1879)
- 30. Juli: Leonhard von Blumenthal, preußischer Generalfeldmarschall († 1900)
- 02. August: Amos Tuck, US-amerikanischer Politiker († 1879)
- 04. August: Johann Luzius Isler, Bündner Konditor und Vergnügungsparkbetreiber in St. Petersburg († 1877)
- 07. August: Karl Johann Formes, deutscher Opernsänger (Bass) († 1889)
- 11. August: Alfred von Henikstein, österreichischer Feldmarschallleutnant († 1882)
- 13. August: Christian Christoph Andreas Lange, norwegischer Archivar († 1861)
- 28. August: Carl August Haupt, deutscher Komponist († 1891)
- 28. August: Constant Troyon, französischer Maler († 1865)
- 29. August: Juan Bautista Alberdi, argentinischer Politiker, Diplomat, Schriftsteller und Journalist († 1884)
- 30. August: Onslow Stearns, US-amerikanischer Politiker († 1878)

### September/Oktober
- 02. September: Friedrich von Hegnenberg-Dux, bayerischer Grundbesitzer und Politiker († 1872)
- 03. September: Paul Kane, kanadischer Maler († 1871)
- 06. September: Carl Fraas, deutscher Agrarwissenschaftler († 1875)
- 06. September: Ludwig Rotter, österreichischer Organist und Komponist († 1895)
- 07. September: Claude Joseph Gaillardin, französischer Geschichtslehrer und -forscher († 1880)
- 07. September: Hermann Heinrich Gossen, preußischer Nationalökonom († 1858)
- 10. September: Albert Gallatin Blanchard, Brigadegeneral im konföderierten Heer im Sezessionskrieg († 1891)
- 12. September: Philip F. Thomas, US-amerikanischer Politiker († 1890)
- 18. September: Francisco Serrano Domínguez, spanischer General und Politiker († 1885)
- 19. September: Bernardo Pfiffer-Gagliardi, Schweizer Ingenieur und Politiker († 1867)
- 28. September: Giuseppe Berardi, italienischer Kardinal († 1878)
- 29. September: Elizabeth Gaskell, britische Schriftstellerin († 1865)
- 29. September: Hugh Allan, kanadischer Unternehmer († 1882)
- 03. Oktober: Johann Bartholome Arpagaus, schweizerischer Politiker und Arzt († 1882)
- 08. Oktober: James W. Marshall, Auslöser des Goldrausches († 1885)
- 10. Oktober: Carl Heinrich Wilhelm Hagen, deutscher Historiker († 1868)
- 11. Oktober: William Edwin Boardman, US-amerikanischer methodistischer und presbyterianischer Pastor, Sonntagschullehrer, Autor und Führer der Heiligungsbewegung († 1886)
- 11. Oktober: Anton Zwengauer, deutscher Maler († 1884)
- 15. Oktober: Henricus Christianus Millies, niederländischer lutherischer Theologe und Orientalist († 1868)
- 16. Oktober: Joseph Hoffmann, deutscher Baumeister und Bürgermeister von Ludwigshafen († 1881)
- 19. Oktober: Cassius Marcellus Clay, US-amerikanischer Abolitionist und Politiker († 1903)
- 24. Oktober: Thomas G. Turner, US-amerikanischer Politiker († 1875)
- 26. Oktober: Carl Ludwig Adolf Gamradt, preußischer Landrat, Mitglied der Frankfurter Nationalversammlung und des Preußischen Abgeordnetenhauses († 1860)
- 29. Oktober: Eduard Dössekel, Schweizer Jurist und Dichter († 1890)

### November/Dezember
- 01. November: Friedrich Ahlfeld, deutscher Theologe, Prediger und Autor († 1884)
- 05. November: Leopold Stein, deutscher Rabbiner († 1882)
- 07. November: Ferenc Erkel, ungarischer Komponist († 1893)
- 07. November: Fritz Reuter, deutscher Schriftsteller († 1874)
- 08. November: Pierre Bosquet, französischer General, Marschall von Frankreich († 1861)
- 09. November: Bernhard von Langenbeck, deutscher Chirurg († 1887)
- 10. November: Eduard Aber, preußischer Verleger und Buchhändler († 1899)
- 10. November: Lazarus Levi Adler, Schriftsteller und Landesrabbiner von Hessen-Nassau († 1886)
- 10. November: Eduard von Simson, deutscher Jurist und Politiker († 1899)
- 14. November: Hector Lefuel, französischer Architekt († 1880)
- 16. November: Karel Hynek Mácha, tschechischer Dichter der Romantik († 1836)
- 16. November: Gustav Rée, badischer Politiker († 1869)
- 17. November: Alexander Cummings, US-amerikanischer Politiker († 1879)
- 18. November: Asa Gray, nordamerikanischer Botaniker († 1888)
- 19. November: Carl Gottlieb Weigle, deutscher Orgelbauer († 1882)
- 19. November: August Willich, badischer Revolutionär, General im amerikanischen Sezessionskrieg († 1878)
- 20. November: Christian Johann Heinrich Schmidt, deutscher Lokomotivführer († 1885)
- 21. November: Allen T. Caperton, US-amerikanischer Politiker († 1876)
- 24. November: Adolph Baedeker, deutscher Verleger und Buchhändler († 1906)
- 24. November: Adolph Wegelin, deutscher Architektur- und Landschaftsmaler († 1881)
- 25. November: Charles E. Stuart, US-amerikanischer Politiker († 1887)
- 26. November: William George Armstrong, britischer Industrieller († 1900)
- 28. November: William Froude, englischer Schiffbauingenieur und Forscher († 1879)
- 30. November: Henry B. Payne, US-amerikanischer Politiker († 1896)
- 03. Dezember: Francisco Dueñas Díaz, Präsident von El Salvador († 1884)
- 07. Dezember: Josef Hyrtl, österreichischer Anatom († 1894)

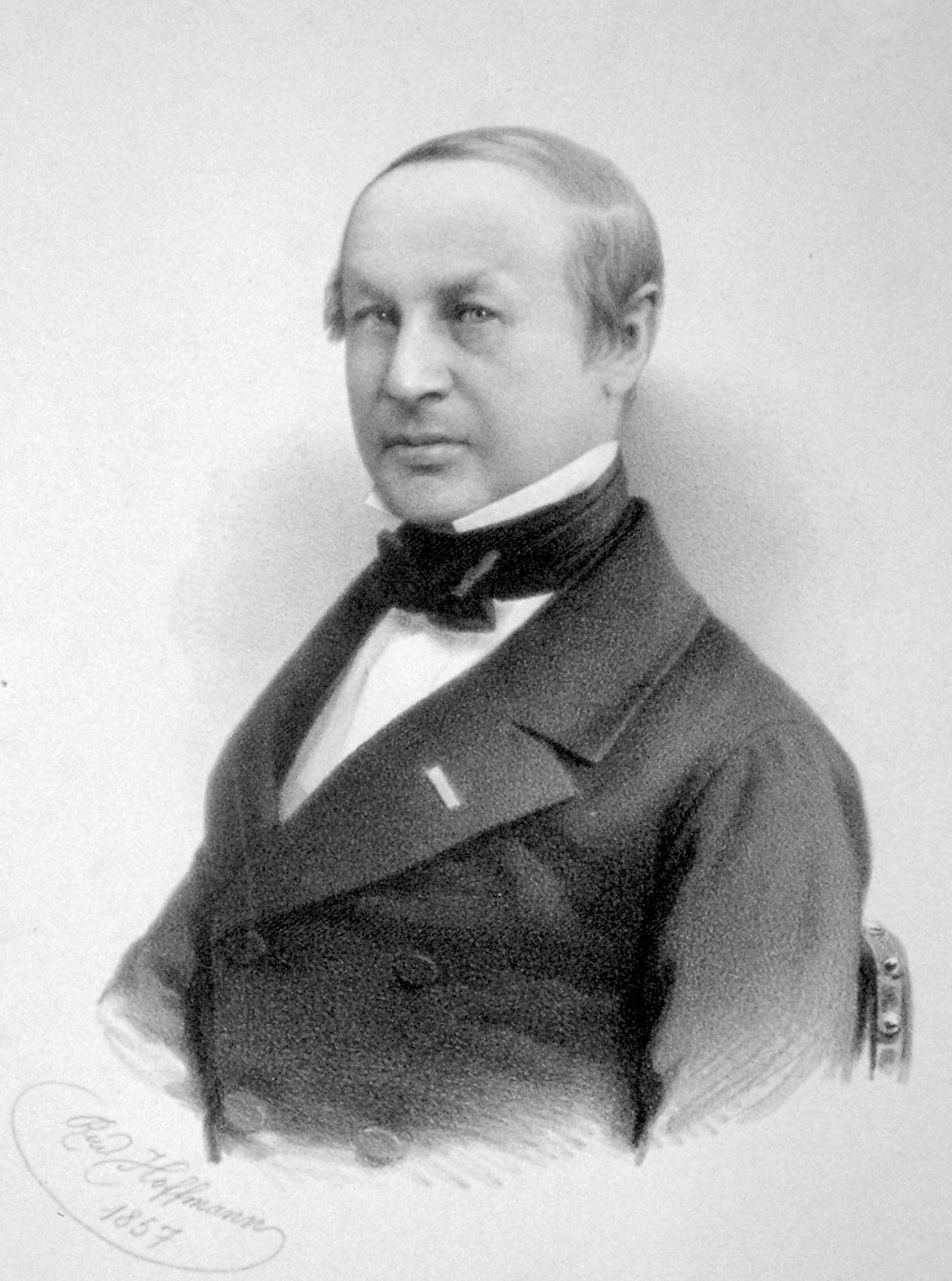
Theodor Schwann, 1857

- 07. Dezember: Theodor Schwann, deutscher Physiologe († 1882)
- 08. Dezember: Conrad Kreuzer, österreichischer Zeichner und Landschaftsmaler († 1861)
- 10. Dezember: Gozewijn Jan Loncq, niederländischer Mediziner († 1887)
- 11. Dezember: Alfred de Musset, französischer Schriftsteller († 1857)
- 14. Dezember: John Burton Thompson, US-amerikanischer Politiker († 1874)
- 15. Dezember: Peter Andreas Munch, norwegischer Historiker († 1863)
- 21. Dezember: Johann Christian Konrad von Hofmann, deutscher protestantischer Theologe († 1877)
- 21. Dezember: Anthony Kennedy, US-amerikanischer Politiker († 1892)
- 23. Dezember: Edward Blyth, englischer Zoologe und Ornithologe († 1873)
- 23. Dezember: Jakob Friedrich Reiff, deutscher Philosoph († 1879)
- 23. Dezember: Karl Richard Lepsius, deutscher Ägyptologe und Afrikaforscher († 1884)
- 24. Dezember: Vilhelm Marstrand, dänischer Maler († 1873)
- 27. Dezember: Ludwig Dessoir, deutscher Schauspieler († 1874)
- 29. Dezember: Christoph Hävernick, deutscher Theologe der Erweckungsbewegung († 1845)

### Genaues Geburtsdatum unbekannt
- Francisco de Aguilar, honduranischer Politiker
- Johann Ludwig Aickelin, deutscher Skribent und Kopist († 1884)
- Juan Bautista Alfonseca, dominikanischer Komponist und Kapellmeister († 1875)
- George Alfred Arney, neuseeländischer Richter († 1883)
- José Miguel Arroyo, mexikanischer Botschafter und Außenminister († 1867)
- John Baptista Ashe, US-amerikanischer Politiker († 1857)
- Julian Fontana, polnischer Pianist und Komponist († 1869)
- John Hiles, englischer Organist und Musikpädagoge († 1882)

## Gestorben

### Erstes Halbjahr
- 04. Januar: Josef Achammer, Tiroler Freiheitskämpfer und Schützenhauptmann von Sillian (* 1762)
- 04. Januar: Clemens August von Merle, Weihbischof in Köln (* 1732)
- 07. Januar: Josef Lipavský, tschechischer Komponist (* 1772)
- 07. Januar: Johann Otto Thieß, deutscher lutherischer Theologe (* 1762)
- 16. Januar: Jekaterina Romanowna Woronzowa-Daschkowa, bedeutende Persönlichkeit der Aufklärung in Russland (* 1743)
- 23. Januar: Jürgen Hinrichsen Angel, deutscher Orgelbauer (* um 1732)
- 23. Januar: John Hoppner, englischer Maler (* 1758)

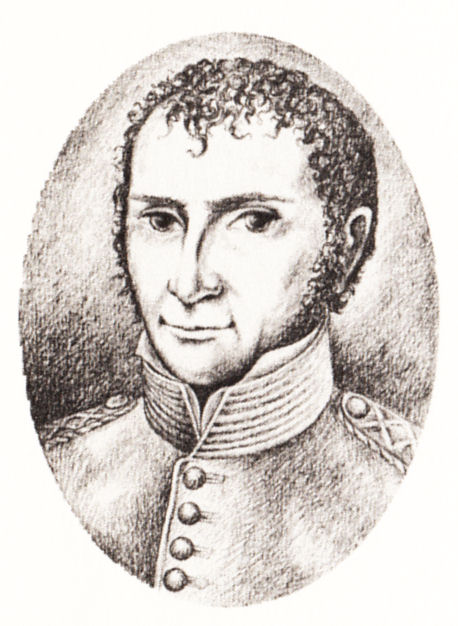
Johann Wilhelm Ritter

- 23. Januar: Johann Wilhelm Ritter, deutscher Physiker und Philosoph (* 1776)
- 04. Februar: Fjodor Gordejewitsch Gordejew, russischer Bildhauer und Hochschullehrer (* 1744)
- 09. Februar: Richard Chandler, britischer Archäologe (* 1737)
- 10. Februar: Karl Friedrich am Ende, österreichischer Feldmarschallleutnant (* 1756)
- 20. Februar: Andreas Hofer, Tiroler Freiheitskämpfer (* 1767)
- 20. Februar: Peter Mayr, Tiroler Freiheitskämpfer (* 1767)

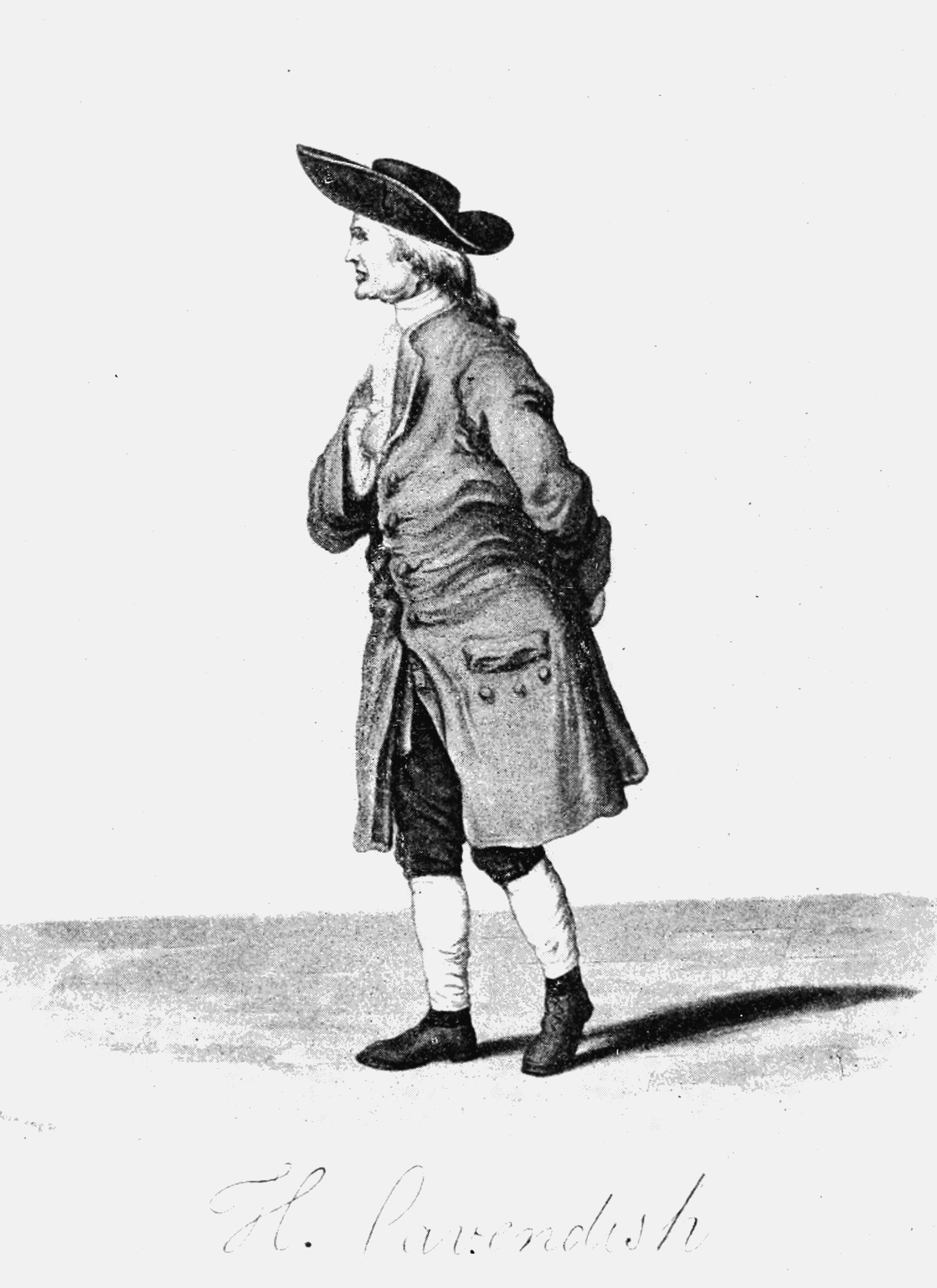
Henry Cavendish

- 24. Februar: Henry Cavendish, britischer Naturwissenschaftler (* 1731)
- 07. März: Cuthbert Collingwood, britischer Vizeadmiral (* 1750)
- 09. März: Ozias Humphry, englischer Maler (* 1742)
- 10. März: Auguste Dorothea von Braunschweig-Wolfenbüttel, deutsche Äbtissin (* 1749)
- 24. März: Mary Tighe, irische Schriftstellerin, (* 1772)
- 31. März: Luigi Lanzi, italienischer Historiker (* 1732)
- 01. April: Jean-Baptiste Bastide, französischer Jurist und Sprachforscher (* 1745)
- 08. April: Joseph Anton Felix von Balthasar, Schweizer Politiker (* 1737)
- 09. April: Alessandro Malaspina di Mulazzo, italienischer Adliger und Seefahrer in spanischen Diensten (* 1754)
- 25. April: Jacob Broom, US-amerikanischer Unternehmer und Politiker (* 1752)
- 09. Mai: Benjamin Lincoln, US-amerikanischer General im Unabhängigkeitskrieg (* 1733)
- 20. Mai: Dietrich Ludwig Gustav Karsten, deutscher Mineraloge (* 1768)
- 21. Mai: Charles Geneviève Louis Thimothée d’ Eon de Beaumont, französischer Diplomat, Soldat, Schriftsteller (* 1728)
- 24. Mai: Christoph Gottlob Heinrich, deutscher Historiker (* 1748)
- 31. Mai: Heinrich Sautier, deutscher Jesuit und Stifter (* 1746)
- 01. Juni: Johann Paul Wessely, tschechischer Komponist (* 1762)
- 04. Juni: William Windham, britischer Politiker (* 1750)
- 13. Juni: Johann Gottfried Seume, deutscher Schriftsteller und Dichter (* 1763)
- 15. Juni: Friedrich August Wilhelm Wenck, deutscher Historiker (* 1741)
- 18. Juni: Franz Anton Bagnato, Baumeister und Baudirektor der Deutschordensballei Schwaben-Elsass-Burgund (* 1731)
- 19. Juni: Richard Luke Concanen, erster römisch-katholischer Bischof von New York (* 1747)
- 21. Juni: Giovanni Battista Kardinal Caprara, Erzbischof von Mailand (* 1733)
- 26. Juni: Louis Auguste Philippe Frédéric François, 2ème Comte d’Affry, Schweizer Landammann (* 1743)

### Zweites Halbjahr
- 19. Juli: Luise von Mecklenburg-Strelitz, preußische Königin (* 1776)
- 27. Juli: Eugen Johann Christoph Esper, deutscher Entomologe, Botaniker und Pathologe (* 1742)
- 27. Juli: Philipp von Hertling, deutscher Jurist (* 1756)
- 30. Juli: Johann Andreas Sixt, deutscher evangelischer Theologe und Philologe (* 1742)
- 08. August: Wilhelm, paragierter Landgraf von Hessen-Philippsthal (* 1726)
- 13. August: Jacques-François Menou, französischer General (* 1750)
- 26. August: Santiago de Liniers, französischer Offizier in spanischen Diensten, Vizekönig des Río de la Plata (* 1753)
- 30. August: Philipp von Cobenzl, österreichischer Staatsmann (* 1741)
- 31. August: Melchior Ludolf Herold, deutscher Kirchenliedkomponist und Priester (* 1753)
- 000August: Bernhard Vinzenz Adler, böhmischer Mediziner (* 1753)
- 14. September: Wilhelm Florentin von Salm-Salm, Erzbischof von Prag (* 1745)
- 16. September: Franz von Fürstenberg, deutscher Staatsmann und Theologe (* 1729)
- 19. September: Gabriel de Avilés, spanischer Offizier, Kolonialverwalter, Vizekönig des Río de la Plata und Vizekönig von Peru (* 1735)
- 26. September: Johann Michael Hesse, deutscher Orgelbauer (* 1734)
- 28. September: John Archer, US-amerikanischer Politiker (* 1741)
- 07. Oktober: Giuseppe Fossati, Tessiner Jurist und Übersetzer (* 1759)
- 12. Oktober: Johann Absolon, böhmischer Musiker (* 1747)
- 16. Oktober: Christoph Daniel Prätorius, deutscher Jurist und Pädagoge (* 1733)
- 19. Oktober: Jean Georges Noverre, französischer Tänzer und Choreograph (* 1727)
- 01. November: Henricus Aeneae, niederländischer Wissenschaftler (* 1743)
- 02. November: Amalia Sophia Eleanor, Mitglied der britischen Königlichen Familie (* 1783)
- 02. November: Hermann, Fürst von Hohenzollern-Hechingen (* 1751)
- 11. November: John Laurance, US-amerikanischer Politiker (* 1750)
- 11. November: Johann Zoffany, britischer Maler deutscher Herkunft (* 1733)
- 17. November: Franz Ignaz Seuffert, deutscher Orgelbauer (* 1732)
- 26. November: Nicolas-Étienne Framery, französischer Schriftsteller und Komponist (* 1745)
- 01. Dezember: Jean-Baptiste Treilhard, französischer Politiker und Mitglied des Direktoriums (* 1742)

Philipp Otto Runge, Selbstporträt 1804/05

- 02. Dezember: Philipp Otto Runge, deutscher Maler (* 1777)
- 10. Dezember: Johann Christian von Schreber, deutscher Mediziner und Naturforscher (* 1739)
- 14. Dezember: Cyrus Griffin, US-amerikanischer Politiker (* 1749)
- 14. Dezember: François Péron, französischer Botaniker und Zoologe (* 1775)
- 18. Dezember: Johann Gabriel Arnauld de la Perière, preußischer Generalmajor (* 1731)
- 19. Dezember: Roman Anton Boos, deutscher Bildhauer (* 1733)

### Genaues Todesdatum unbekannt
- Andrianampoinimerina, König von Madagaskar (* um 1745)
- Johann Georg Fellwöck, deutscher Mechaniker (* 1728)